# Стояновци (Врачанская область)
Стояновци (болг. Стояновци) — село в Болгарии. Находится в Врачанской области, входит в общину Роман. Население составляет 124 человека.

## Политическая ситуация
Кмет (мэр) общины Роман — Красимир Петков Петков (независимый) по результатам выборов в правление общины.